# Kéregutánzó sáska
A kéregutánzó sáska (Eurycantha calcarata) Új-Guineában és a környező szigeteken őshonos, terráriumokban is gyakran tartott botsáskafaj.

## Megjelenése

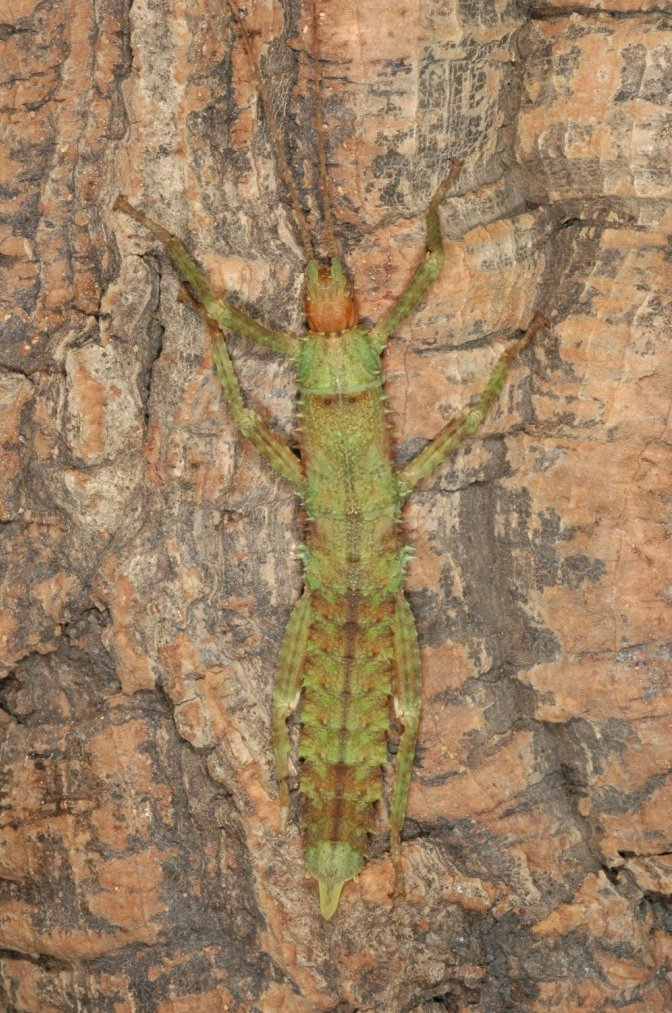
Fiatal sáska

A rokon sáskafajokhoz hasonlóan a nőstény nagyobb a hímnél, előbbi 15 centiméteresre, utóbbi 10–12 cm hosszúságúra nő és vékonyabb is a nősténynél. Színük halványzöldtől egészen a sötétbarnáig terjedhet és fakéregre vagy korhadó fára emlékeztet. A nimfák halványabbak, mint a kifejlett rovarok. Szárnyai nincsenek, jól páncélozott torán, potrohán és lábain hátrafelé hajló kitintüskék találhatóak. A hím páncélzata erősebb. A hím hátsó lábának nagy tüskéjét a bennszülöttek horgászhorognak is használták. A nőstények vaskosabb potrohának végén tojócső látható.

## Előfordulása és életmódja
A kéregutánzó sáska ausztrálázsiai faj, Új-Guineában, a Salamon-szigeteken és Új-Kaledóniában honos, az ottani esőerdők lakója, fák, bokrok leveleivel táplálkozik. A terráriumban falevelekkel (tölgy, rózsa, fagyal, borostyán, szeder, földieper satöbbi.) és gyümölcsökkel (pld. alma) etethető. A nedves, párás környezetet kedveli. Éjszakai életmódot folytat, nappal a bokrok alján, kidőlt fák kérge alatt vagy üregekben rejtőzik el. A hímek ingerlés hatására támadhatnak. Ekkor középső és az elülső lábukon állva hátsó lábukkal a támadó felé rúgnak.
A párzás után néhány héttel a nőstény a talajba rakja le 8 mm hosszú és 4 mm széles, 80 milligrammos, hengeres barna petéit, akár négyszázat is. Hímek hiányában képesek szűznemzéssel is szaporodni. A petékből 4-6 hónap múlva kelnek ki az élénk színű, 2,5 cm hosszú nimfák. A nimfák inkább a fák lombjai között élnek, szemben a talajközelben mozgó felnőttekkel. A hímek ötször, a nőstények hatszor vedlenek. Világos, zuzmószerű mintázatukkal aktívabbak, mint a kifejlett állatok. Végleges méretüket 4-6 hónap alatt érik el, ezután még 1-1,5 évig élnek.

## Tartása
Viszonylag egyszerűen tartható terráriumban. Sokféle növénnyel táplálható. A leveleket szeretik a földön enni, ezért gyakran kell friss leveles ágakkal etetni. Mivel sokat és szívesen isznak, ezért a tápnövényeket kiadósan langyos vízzel kell meglocsolni. Lehet alacsony itatóban is adni nekik vizet, de ekkor biztosítani kell, hogy a kis nimfák ne fulladjanak bele. A hímek hajlamosak összeverekedni, ezért nagy terráriumban (60 literes) kevés kéregutánzó sáskát lehet együtt tartani. A hőmérséklet 24-29 °C, a páratartalom 70-80% legyen.
A Phasmid Study Group a 23-as PSG számon nyilvántart egy 1977-ben Nagy-Britanniában gyűjtött tenyésztörzset. A 44-es PSG szám alatt egy máig leíratlan alfajt (Eurycantha calcarata ssp) tart nyilván. Feltehetően az 1980-as évek elején gyűjtötték Új-Guineában, és a másik törzstől halványabb színében, nagyobb termetében és hosszabb tüskéiben különbözik, így jobban hasonlít a fajleírásra, mint a másik törzs. Időközben a két törzs erősen összekeveredett, tiszta vérű példányt alig találni.

## Képek

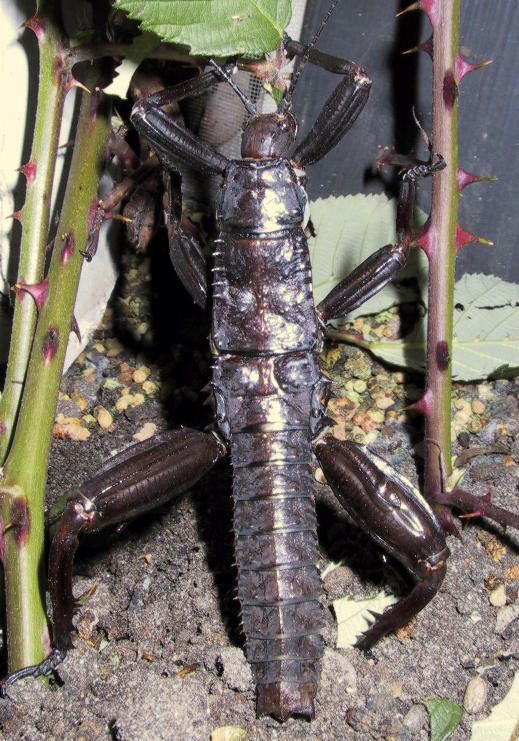
Hím
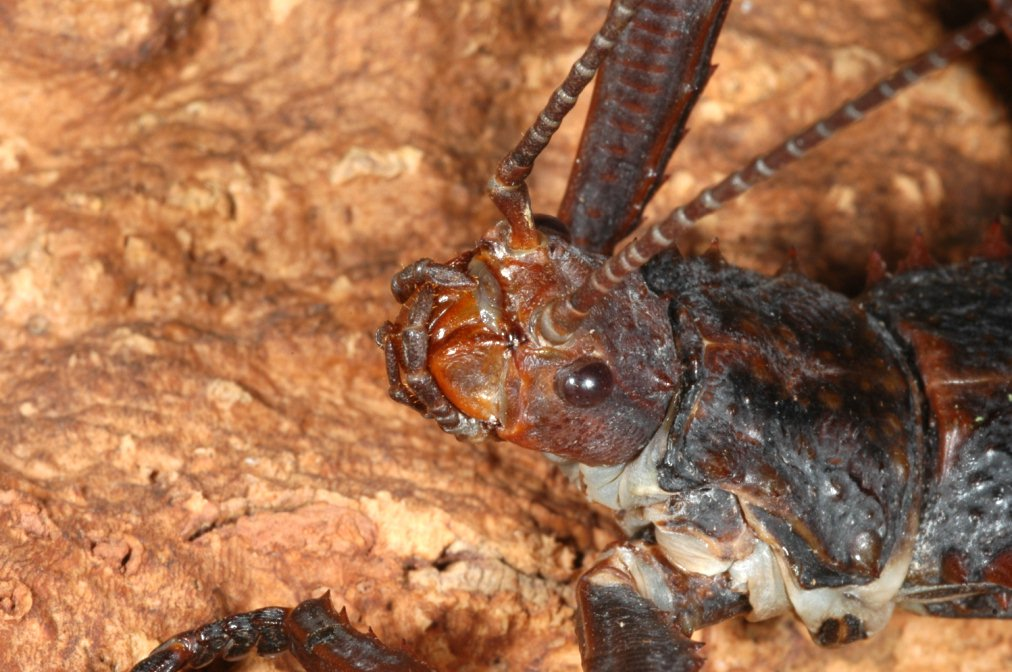
Egy hím portréja
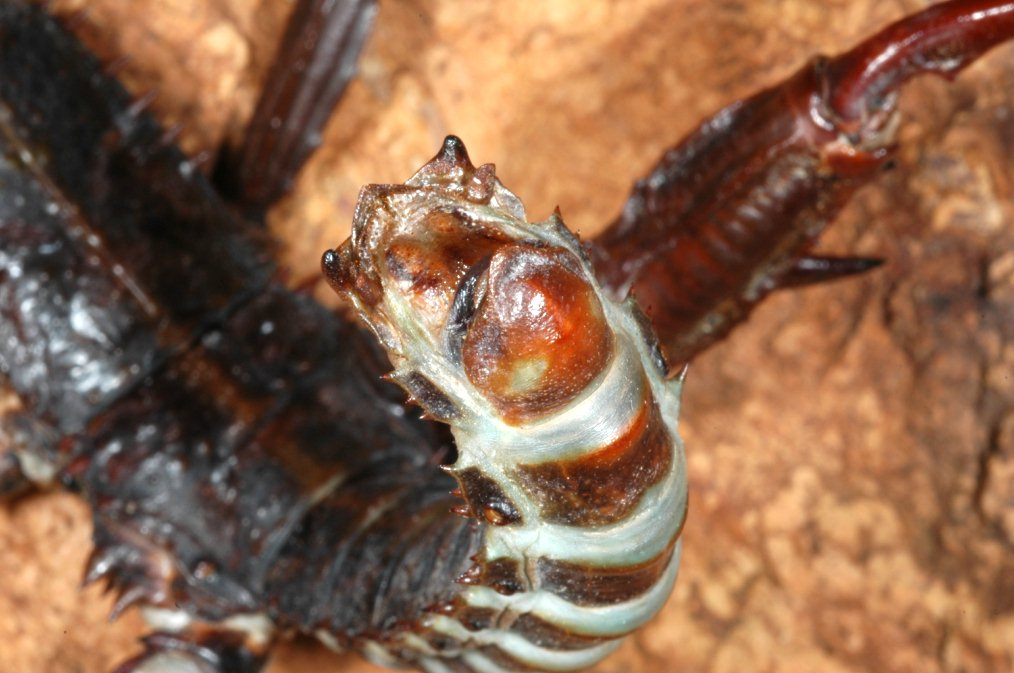
Fenyegető hím potroha
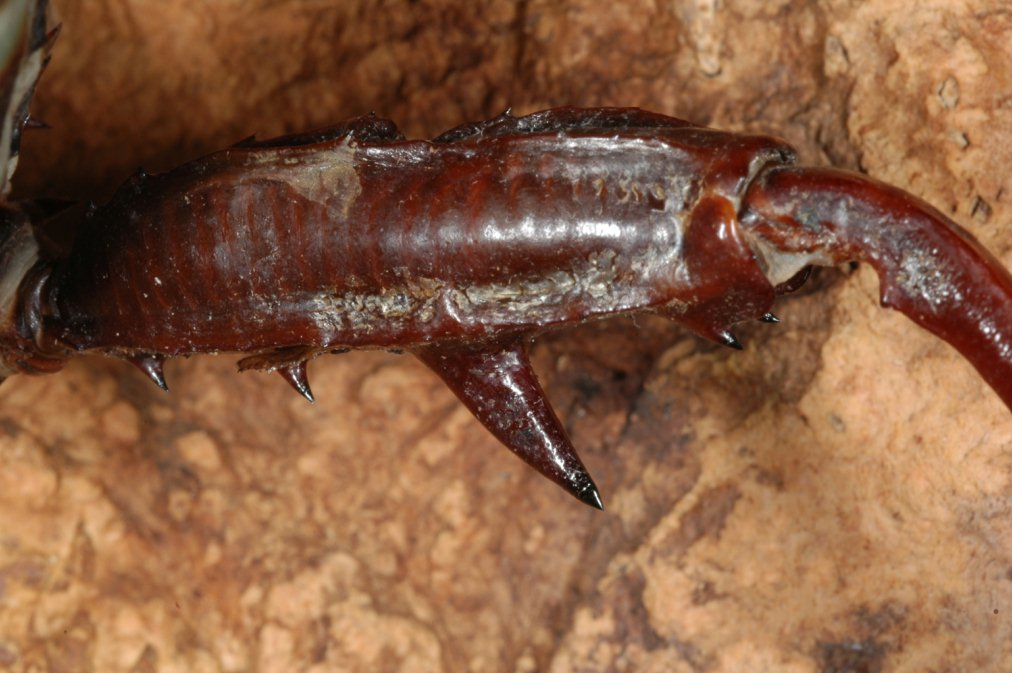
Egy hím küzdelemben megsérült combja
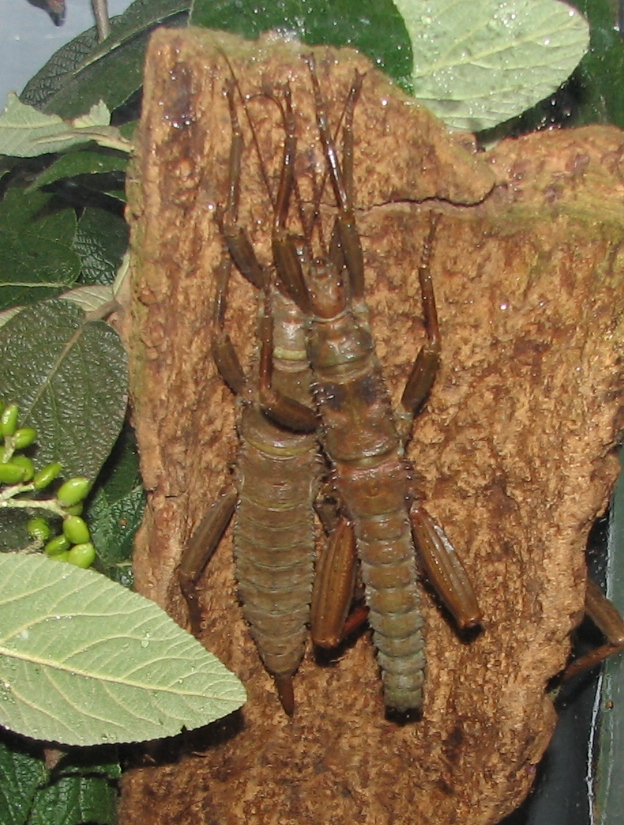
Pár, a hím jobbra
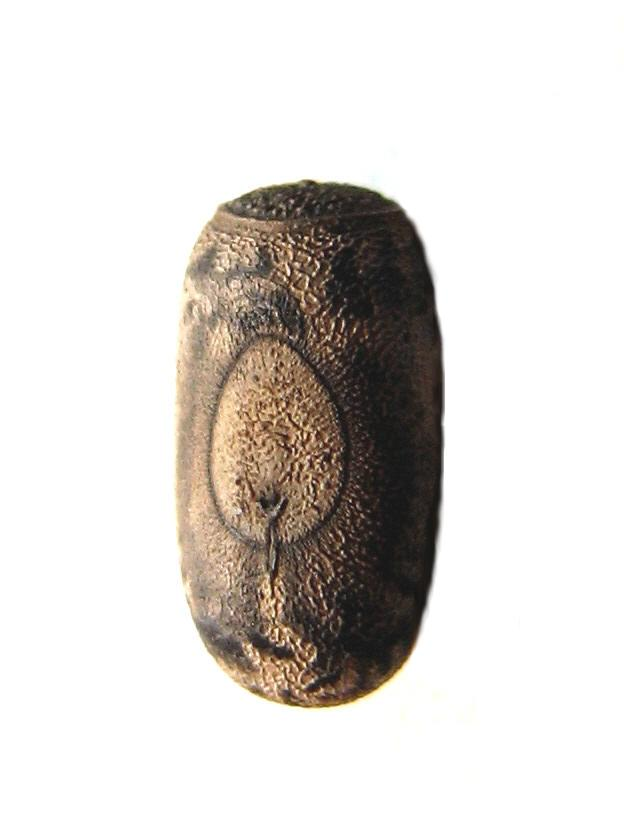
Pete